# Ivato nemzetközi repülőtér
Az Ivato nemzetközi repülőtér (IATA: TNR, ICAO: FMMI) Madagaszkár egyik nemzetközi repülőtere, amely Antananarivo közelében található. Éves utasforgalma 890 591 fő (2017).

## Kifutópályák
A repülőtér futópályái:
- 11/29

## Forgalom
Az utasforgalom az elmúlt években az alábbi módon változott:
| Utasok száma | 611 175 | 811 245 | 890 632 | 597 857 | 827 302 | 890 591 |
|              | 2009    | 2011    | 2012    | 2015    | 2016    | 2017    |

## Légitársaságok és úticélok
2023-ban a Ivato nemzetközi repülőtérről az alábbi járatok indulnak:
| Légitársaság          | Célállomások |
| --------------------- | --- |
| Air Austral           | Saint-Denis de la Réunion |
| Air France            | Párizs-Charles de Gaulle repülőtér                                                                                              |
| Air Madagascar        | Dzaoudzi, Guangzhou, Johannesburg–O. R. Tambo, Mauritius, Moroni, Párizs-Charles de Gaulle repülőtér, Saint-Denis de la Réunion |
| Air Mauritius         | Mauritius |
| Airlink               | Johannesburg–O. R. Tambo |
| Corsair International | Párizs–Orly, Saint-Denis de la Réunion (2023. június 28-tól)                                                                    |
| Ethiopian Airlines    | Addis Ababa |
| Kenya Airways         | Nairobi–Jomo Kenyatta |
| Tsaradia              | Antsiranana, Majunga, Maroantsetra, Morondava, Nosy-Be, Sainte Marie, Sambava, Toamasina, Tôlanaro, Toliara                     |
| Turkish Airlines      | Istanbul |